# Najden Gerov
Najden Gerov (født 14. juni 1916 i Plovdiv, død 24. oktober 1989) var en bulgarsk komponist, pianist og journalist.
Gerov studerede komposition og klaver på American College i Sofia. Herefter arbejdede han som akkompagnatør på forskellige teatre og operaer i Sofia, bl.a. Varna Operaen. Gerov har skrevet tre symfonier, seks operaer, orkesterværker, kammermusik, scenemusik, korværker, balletmusik, filmmusik etc.

## Udvalgte værker
- Symfoni nr. 1 (1977) - for orkester
- Symfoni nr. 2 (1979) - for orkester
- Symfoni nr. 3 (1980) - for orkester
- "Kaloyan" (1963) - filmmusik